# 알토파시오
알토파시오(이탈리아어: Altopascio)는 이탈리아 토스카나주 루카도에 있는 코무네이다.

## 역사
이미 로마 시대부터 사람들이 거주했던 알토파시오는 프랑스에서 로마로 향하는 프란치제나 가도를 따라 여행하는 순례자들에게 스페달레(Spedale, 1084년에 처음 언급된 호텔)로 인해 중요도를 얻게 되었다. 이는 이후 알토파시오의 성 자코모 기사단을 조직하는 밑거름이 되었다. 1070년과 1080년 사이 토스카나의 마틸데가 세운 기사단은 초창기의 기사수도회 중 하나이며, 4백년 간 존재했고, 상당한 사회적, 정치적, 군사적 영향력을 지녔었고, 여러 유럽 국가에서 토지를 얻음으로써 기사단이 창설된 도시들과의 유대 관계를 유지했었다.
1325년 기벨린의 카스트루초 카스트라카니가 라몬 데 카르도나가 이끄는 피렌체의 구엘프 세력들을 패배시킨 알토파시오 전투로 유명하다. 이 승리덕에 카스트라카니는 루카의 공작이 되었다.
스페달레는 16세기부터 쇠퇴하기 시작하여 페시아를 친애했던 토스카나 대공이 레오폴트 2세의해 1773년에 폐쇄됐다.

## 자매 도시
- 스페인 엘페레요
- 프랑스 생질